# Паци
Па́ци (пол. Pacowie, Pac, лит. Pacai, біл. Пацы) — шляхетський рід гербу Ґоздава XVII–XVIII століть. Одні з найбільших магнатів Великого Князівства Литовського, які у 1660-х — початку 1680-х роках, майже керували державою.

## Походження
Походить рід від Паца Довкшовича (згадується близько 1450 року), від імені якого утворилося прізвище роду. Родина мала маєтки у Лідському, Берестейському та Гродненському повітах та декількома містечками.

## Відомі представники роду
- Пац Довкшевич — маршалок господарський, староста кам'янецький. 
  - Юрій Пац (пом. 1505) — воєвода Київський, один з перших організаторів козацьких загонів у землях Великого князівства Литовського.
    - Микола Пац — Підляський воєвода[2].
      - Станіслав Пац (бл. 1525—1588) — підстолій великий литовський, Вітебський воєвода.
      - Микола Пац (бл. 1527–1585) — секретар королівський, каштелян смоленський, Київський єпископ.
      - Павел Пац (1530—1595) — каштелян вітебський, воєвода мстиславський, каштелян віленський.
        - Пйотр Пац (бл. 1570—1642) — хорунжий надвірний литовський, підскарбій надвірний литовський, воєвода троцький.
          - Фелікс Ян Пац (бл. 1615 — бл. 1700) — чашник, стольник і підкоморій великий литовський.
          - Ієронім Домінік Пац (бл. 1620—1662).
            - Пйотр Міхал Пац (бл. 1645—1696) — староста жмудський.
            - Казімєж Міхал Пац (бл. 1655 — 1719) — писар великий і маршалок надвірний литовський.
            - Ян Казімєж Пац (бл 1650 — 1696/1697) — надвірний хорунжий литовський.
              - Пйотр Пац (пом. 1756) — староста вілейський і пінський.
                - Юзеф Петро Пац (1736—1797) — генерал-ад'ютант булави великої литовської, генерал-майор литовських військ, староста вілейський.

              - Юзеф Францішек Пац (пом. 1764) — каштелян жмудський.
                - Іґнацій Пац (пом. 1765) — підстолій литовський, генерал-майор литовського війська.
                - Міхал Ян Пац (1730—1787) — генерал-лейтенант литовського війська.

          - Боніфацій Теофіл Пац (бл. 1622—1678) — обозний і стражник великий литовський.
          - Казимир Пац (пом. 1695) — секретар королівський, єпископ смоленський і жемайтський.
          - Михайло Казимир Пац (1621—1684) — військовий і державний діяч Великого Князівства Литовського. Польний гетьман литовський, великий гетьман литовський.

      - Домінік Пац (пом. 1579) — підкоморій берестейський, каштелян смоленський.
        - Ян Пац (бл. 1550—1610) — чашник великий литовський, воєвода мінський.
          - Ян Казімєж Пац (1594—1653) — писар великий литовський.
          - Александр Пац (пом. після 1634).
            - Костянтин Владислав Пац (1620—1686) — хорунжий надвірний литовський.
              - Міхал Казімєж Пац (1650—1724) — каштелян полоцький.
              - Міколай Анджей Пац (пом. бл. 1710) — староста варський, ковенський, вілейський, ковельський.
                - Кшиштоф Костянтин Пац (1679—1725) — писар великий литовський, каштелян полоцький.
                  - Антоній Міхал Пац (бл. 1722—1774) — писар великий литовський, регіментар дивізії.
                    - Міхал Пац (1754—1800) — генерал-майор литовського війська.
                      - Людвік Міхал Пац (1778—1835) — дивізійний генерал польської армії, учасник Наполеонівських війн.

        - Міколай Пац (пом. 1595) — підкоморій берестейський.
          - Самуель Пац (1590—1627) — хорунжий великий литовський.
          - Стефан Пац (1587—1640) — секретар королівський, писар і референдар великий литовський, підскарбій надіврний і великий литовський, підканцлер литовський.
            - Станіслав Пац (пом. 1643) — придворний королівський, староста пренський.
            - Міколай Стефан Пац (пом. 1684) — придворний королівський, воєвода троцький, каштелян віленський, Віленський єпископ.
            - Кшиштоф Зиґмунт Пац (1621—1684) — військовий і державний діяч Великого Князівства Литовського. Хорунжий, підканцлер і великий литовський канцлер.

- Станіслав Пац (1703—1826) — лікар, науковець, довгожитель з Поділля (нібито прожив 123 роки).